# Guerra de Vlora
A Guerra de Vlora ou a Guerra de 1920 (em albanês:  Lufta e Vlorës ou Lufta e Njëzetes) foi uma série de batalhas entre as forças italianas enguarnecidas em toda região de Vlorë e patriotas albaneses divididos em pequenos grupos de combatentes. A guerra durou três meses e teve grande impacto na luta da Albânia para a salvaguarda de seus territórios em um momento em que as fronteiras albanesas e seu futuro eram discutidas na Conferência de Paz de Paris. A Guerra de Vlora é vista como um ponto de viragem no estabelecimento da independência da Albânia 